# 李艷娘
李艷娘（10世紀−？），後蜀後主孟昶的妃嬪，與花蕊夫人同時於後蜀後宮中，善舞有姿色，相傳為朝天髻的創始人，原為舞倡，於廣政三年正月上元節（940年2月25日），後主露臺觀燈之際被看上，遂召艷娘入宮，並賞其家十萬錢。